# دلیر- فصل اول
دلیر- فصل اول (به تامیلی: Theeran Adhigaaram Ondru) فیلمی محصول سال ۲۰۱۷ و به کارگردانی اچ. وینوث است. در این فیلم بازیگرانی همچون کارتی، راکول پریت سینگ، آبیمانیو سینگ، کیشور کادام ایفای نقش کرده‌اند.